# William W. Boyington
William W. Boyington (1818–1898) var en arkitekt, som designede flere betydningsfulde bygninger i og omkring Chicago, Illinois. W.W. Boyington, der stammede fra Massachusetts, studerede ingeniørvidenskab og arkitektur i staten New York. Efter sin uddannelse arbejdede han der og tjente ved New York State Legislature før han bestemte sig for at slå sig ned og arbejde i den fremkommende metropol Chicago i 1853. Mange af hans bygninger blev konstrueret før Den store brand i Chicago i 1871; dog overlevede hans Chicago Vandtårn pumpestation. 
Boyington er begravet på Rosehill Cemetery, hvilken han har designet indgangspartiet til.